# Kallfront

Symbolen för kallfront.

Kallfront  uppstår när kall luft rör sig mot varm luft. Eftersom den kalla luften har högre densitet än den varma skär den in under varmluften och lyfter den. Kallfronter rör sig snabbt och kan orsaka stark atmosfärisk turbulens och bilda stormoväder, hagel, orkaner, tromber och kortvariga snöstormar.
På väderkartor markeras kallfronter med en blå kurva med trianglar som pekar i frontens färdriktning.
En annan fronttyp är varmfront.